# Alan Hansen
Alan David Hansen (Sauchie, 13 juni 1955) is een Schots voormalig voetballer en een voetbalanalist voor de Britse tv-zender BBC. Hij speelde als centrale verdediger voor Partick Thistle en Liverpool in de jaren '70 en '80. Met Liverpool won hij onder meer acht landstitels en driemaal de Europacup I. Hij kwam ook uit voor het Schots voetbalelftal. Hij maakte deel uit van de Schotse selectie op het wereldkampioenschap voetbal 1982.

## Erelijst

### In clubverband
Partick Thistle
- Scottish First Division (1): 1975/76

 Liverpool
- First Division (8): 1978/79, 1979/80, 1981/82, 1982/83, 1983/84, 1985/86, 1987/88, 1989/90
- FA Cup (2): 1985/86, 1988/89
- Football League Cup (4): 1980/81, 1981/82, 1982/83, 1983/84
- Super Cup (1): 1986
- FA Charity Shield (6): 1977 (gedeeld), 1979, 1981, 1982, 1986 (gedeeld), 1989
- Europacup I (3):  1977/78, 1980/81, 1983/84
- Europese Supercup (1): 1977

### Individueel
- PFA First Division Team of the Year (6): 1981/82, 1982/83, 1983/84, 1986/87, 1987/88, 1989/90
- Hall of Fame van het Engelse voetbal: 2006
- Hall of Fame van het Schotse voetbal: 2007
- Football League 100 Legends